# Derris brevipes
Derris brevipes är en ärtväxtart som först beskrevs av George Bentham, och fick sitt nu gällande namn av John Gilbert Baker. Derris brevipes ingår i släktet Derris och familjen ärtväxter.

## Underarter
Arten delas in i följande underarter:
- D. b. brevipes
- D. b. coriacea
- D. b. travancorensis